# Koo Bon-moo

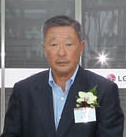
Koo Bon-moo (2013)

Koo Bon-moo (* 10. Februar 1945; † 20. Mai 2018 in Seoul) war ein südkoreanischer Manager.

## Leben
Koo Bon-moo leitete das südkoreanische Unternehmen LG Group. Er gehörte laut Angaben des US-amerikanischen Forbes Magazine zu den reichsten Südkoreanern.
Koo Bon-moo war verheiratet und hatte drei Kinder.